# 原始埃蘭
原始埃蘭（英語：Proto-Elamite）是指埃蘭王朝的首都蘇薩在前3100年至前2700年開始受到伊朗高原文化影響的時期。原始埃蘭被認為是伊朗最古老的文明，大抵與世界最古老的文明蘇美爾屬於同一時期，蘇美爾文明大概是在前3400年開始。
在埃蘭楔形文字出現之前，原始埃蘭字母是青銅時代早期用以書寫埃蘭語的文字系統。

## 概論

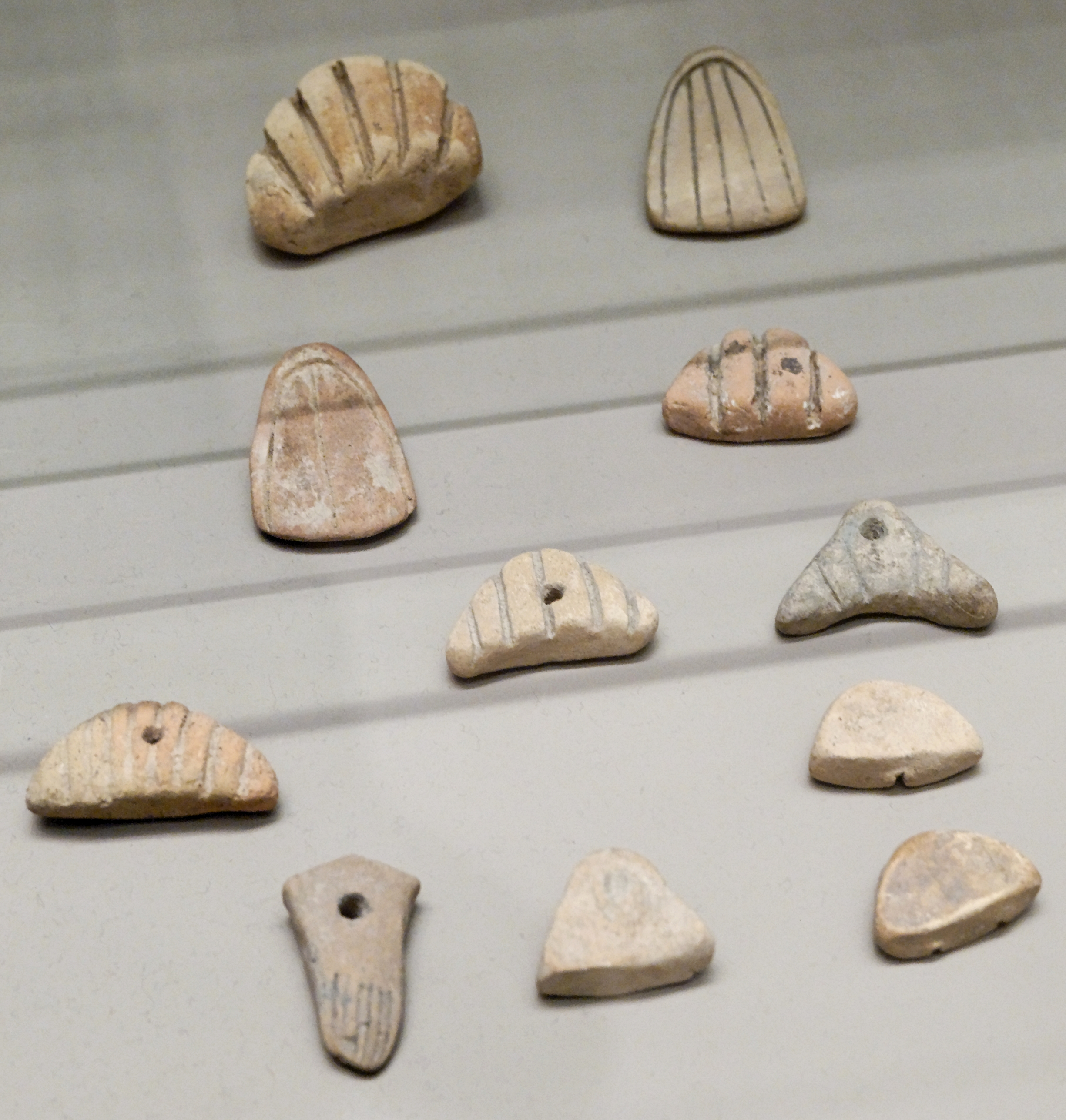
約公元前3500年烏魯克時期出自蘇薩的黏土標記，現今存放在盧浮宮東方文物次部門。

在公元前8000年至前3700年期間，在農產過剩的情況下聚居地開始在新月沃土擴散開去，幾何標記的出現是用來管理和辨識這些過剩的產品。
美索不達米亞文明在公元前3700年至前2900年出現，犁、帆船及銅器在這個時期已被發展出來。當時的人們將象形文字刻在泥板上，記錄寺廟進行的商業活動。

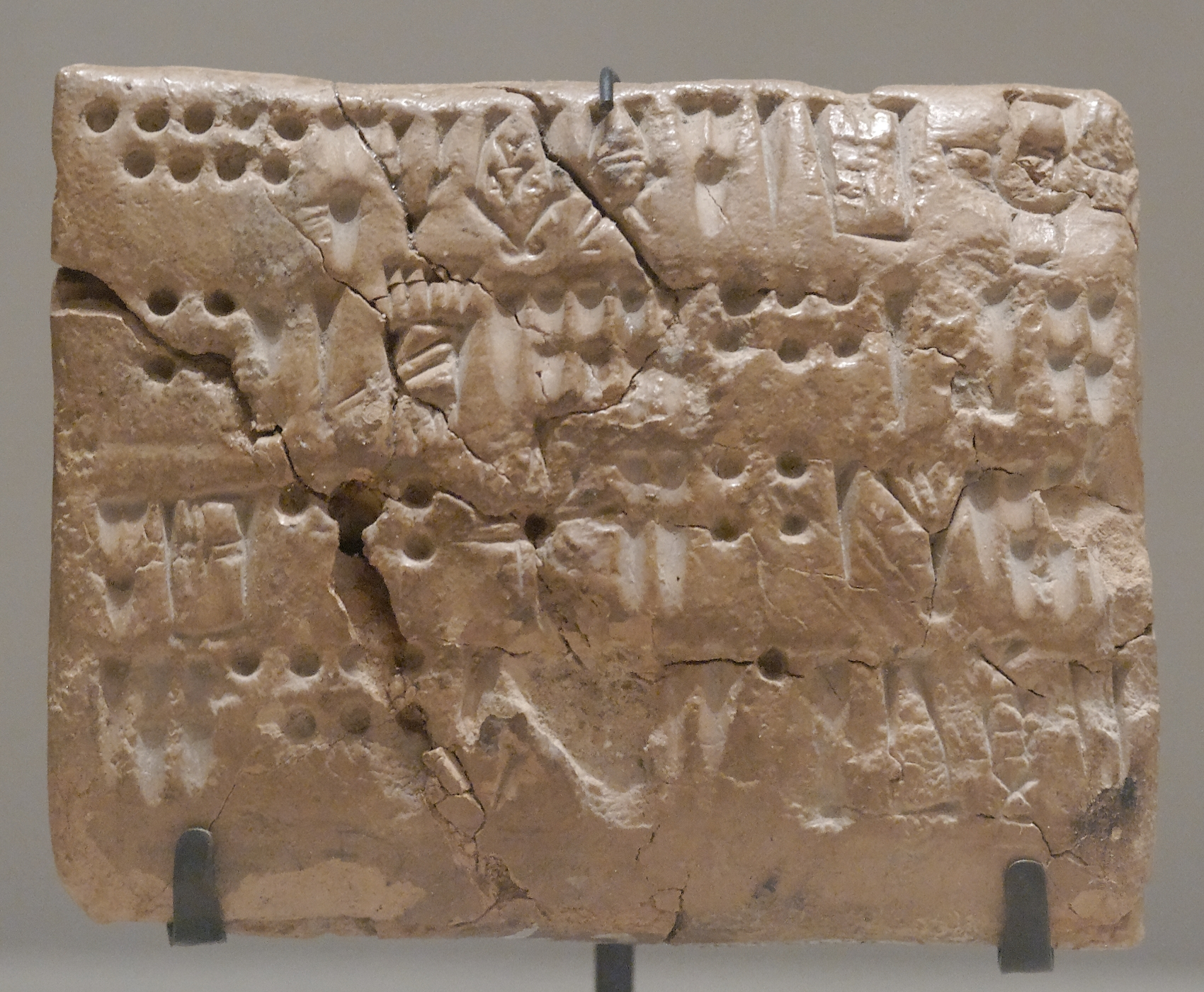
出自烏魯克時期泰佩錫亞勒克、寫滿符號和字母的刻板現今存放在盧浮宮東方文物次部門。

除了蘇薩之外，原始埃蘭的另一個重要遺址是泰佩錫亞勒克（Teppe Sialk），現時所見的金字形神塔正是那個時期遺留下來的。在蘇薩發現的未解讀文字也是源自這個時期。據推測，原始埃蘭人實際上便是埃蘭人（埃蘭語使用者），因為兩者的文化相似（金字形神塔的建造），而且在原始埃蘭和埃蘭王朝時期都沒有大規模的移民遷入，但是由於埃蘭文字仍未被解讀，這個說法未得到證實。
約翰·阿爾登等人類學者認為原始埃蘭的影響力在前40世紀末迅速擴張，在多個世紀後航海貿易在波斯灣確起來後以同樣快速的速度衰落。
在泰佩錫亞勒克發現的原始埃蘭陶器出自公元前50世紀末，第一代滾筒印章也是源自原始埃蘭。

## 原始埃蘭文字

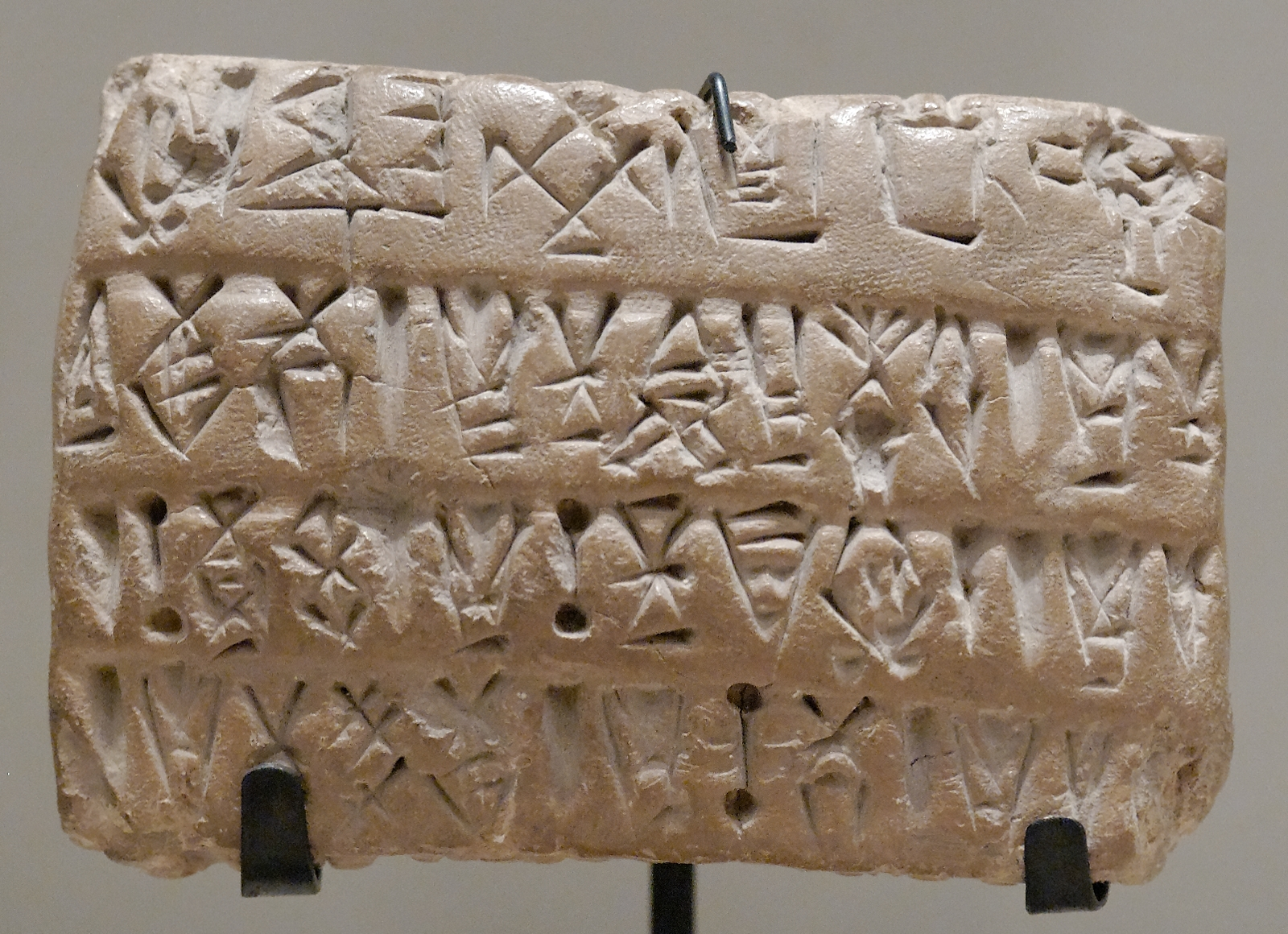
寫滿符號的刻板，出自烏魯克時期的蘇薩，現今存放在盧浮宮東方文物次部門。

原始埃蘭文字與線型埃蘭文字之間的關係仍未得到確認，這兩種文字也沒有得到解讀，現今只是猜測兩者之間存在著關聯。
一些原始埃蘭文字符號可能借用了美索不達米亞更古老的原始楔形文字，兩者更有可能是同出一徹。原始楔形文字是基於視覺的一種文字，而原始埃蘭文字則呈線型，數字符號根據點算而得，而非數字符號則代表著物件的「圖像」，大多數符號都是抽象難明。
原始埃蘭文字在公元前30世紀（假定與美索不達米亞的傑姆代特奈斯爾時期同期）被使用過一段短時間，而線型埃蘭文字則在公元前30世紀末被短暫使用。
一些認為埃蘭語與達羅毗荼語系存在關係的人們試圖尋找原始埃蘭文字與印度河文字之間的共通點。

### 刻文
使用原始埃蘭文字的地區非常遼闊，西起蘇薩東至泰佩葉海亞（Tepe Yahya）甚至以外的地區也有使用原始埃蘭文字。已知的原始埃蘭文字刻文出自1600塊刻板上，大部分刻板都是在蘇薩出土。
原始埃蘭文字刻文的出土地點包括：
- 蘇薩（超過1500塊刻板）[10][11]
- 安善（超過30塊刻板）[11]
- 泰佩葉海亞（27塊刻板）[11]
- 泰佩錫亞勒克（22塊刻板）[11]
- 吉羅夫特（2塊刻板）[12]
- 奧茲巴基（1塊刻板）[11]
- 沙赫里索克塔（1塊刻板）[13]

另外，在加澤、丘加美斯（Chogha Mish）及希薩爾（Hisar）發現的刻文不能證實是來自原始埃蘭時期，其中加澤和丘加美斯發現的刻文上記有數字符號，而出自希薩爾的刻文仍未能辨識。在泰佩錫亞勒克發現的大部分刻板上的文字也不是原始埃蘭時期的產物。

### 解讀
雖然原始埃蘭文字仍未被解讀，但許多文字所表達的內容經已得知，這是因為一些特定的符號（特別是數字符號）是直接借用美索不達米亞的文字和原始楔形文字，而且有不少符號代表著物件的實際形狀。不過，大部分的原始埃蘭文字符號都很抽象。
埃蘭語被認為是構成原始埃蘭文字的基礎，目前仍沒有確實的證據證明這一點。最早期的原始埃蘭文字是純粹的形意文字，無法提供任何語言學上的資料。在1970年代至1980年代，弗里貝里對古代近東的度量衡學進行研究後，解讀原始埃蘭文字的研究已經不再著重在語言學上。

## 註腳
1. ↑  Daniel 2001，第25頁
2. ↑  Lamberg-Karlovsky & Sabloff 1995，第153頁
3. ↑  Shaw & Jameson 2002，第215頁
4. 1 2  Salvador Carmona、Mahmoud Ezzamel.  (PDF). IE Business School: 6. 2005  [September 2, 2011]. （原始内容 (PDF)存档于2011年7月19日） （英语）.
5. ↑  Alden 1982，第613-640頁
6. ↑  . Anavian Gallery.   [September 2, 2011]. （原始内容存档于2018-09-24） （英语）.
7. ↑  Fischer 2004，第59頁
8. ↑  Fischer 2004，第58頁
9. ↑  McIntosh 2008，第356頁
10. 1 2  Allison, Joisten-Pruschke & Wendtland 2009，第53頁
11. 1 2 3 4 5  egeo-anatolici & egeo-anatolici 2005，第82頁
12. ↑  Maryam Tabeshian. . CHN News.   [September 2, 2011]. （原始内容存档于2011年5月11日） （英语）.
13. ↑  McIntosh 2008，第79頁
14. ↑  Robson 2008，第7頁

## 外部連結
- （英文）原始埃蘭
- （英文）原始埃蘭簡卷的圖像及文章